# Philautus sp. nov. 'Athirimala'
Philautus sp. nov. 'Athirimala' é uma espécie de anfíbio da família Rhacophoridae.
É endémica da Índia.
Os seus habitats naturais são: regiões subtropicais ou tropicais húmidas de alta altitude.
Está ameaçada por perda de habitat.